# Os Leif´s
Os Leif´s foi um grupo musical brasileiro de rock psicodélico fundado na década de 1960 por Erickson Leoni da Costa Nunes (conhecido pelo nome artístico "Leif Erickson Lico"), e formado ainda pelos músicos baianos Pepeu Gomes, Carlinhos Gomes e Jorginho Gomes.
A banda é considerada o embrião do grupo Novos Baianos.

## História
À época de sua formação, o grupo se destacava por sua fúria e virtuosismo. Tão logo foram ganhando fama no cenário musical baiano, o que lhes rendeu um convite de Caetano Veloso e Gilberto Gil para formarem a banda de apoio do lendário show Barra 69 que a dupla fez em Salvador pouco antes de ser mandada para seu exílio em Londres pela Ditadura Militar. Show este que é um dos raros registros da sonoridade do Leif’s.
Ainda em 1969, a banda estava inclusa no line-up do Festival PrimaVera, um festival musical gratuito que aconteceria nos dias 15 e 16 de novembro daquele ano, no Parque Ibirapuera de São Paulo, em 1969, mas que foi cancelado dias antes por conta da repressão da Ditadura Militar. Além do próprio Leif’s, o festival ainda contaria com shows do Tim Maia, Os Mutantes, Gal Costa e vários outros grupos da época.
Em 1970, a banda gravou, pela gravadora Beverly, o Compacto Simples "Fobus In Totum / Nem Sei De Mim". Este álbum, porém, foi gravado com o intuito de apenas para circular entre as principais rádios do país, e por isso nunca nunca chegou a ser comercializado, pois foi feito apenas para circular entre as principais rádios do país. Além disso, com o intuito de buscar maior exposição da banda, e querendo aproveitar o sucesso dos tropicalistas, chamados de “Os Baianos”, a gravadora creditou o álbum como sendo da banda "Os da Bahia", o que revoltou os integrantes da banda. Na década de 2010, o álbum foi relançado pelo selo Psico BR, desta vez creditando o nome correto da banda.

## Discografia
- 1970 - Fobus In Totum / Nem Sei De Mim (Compacto Simples) - Selo Psico BR

Como banda de apoio
- 1972 - Barra 69: Caetano e Gil ao Vivo na Bahia